# 踊れ (湘南乃風のアルバム)
踊れ（おどれ）は、湘南乃風の1枚目のコンセプトミニアルバム。2017年6月21日にトイズファクトリーから発売。

## 概要
- 湘南乃風初のコンセプトミニアルバムの第1弾。
- 初回限定盤には、2016年12月18日に行われた『“湘南乃風”宴〜俺たちと一緒にタオルまわさねぇか!! TOUR 2016〜』の名古屋市総合体育館（日本ガイシホール）公演の模様の一部を収録したDVDを付属。

## 収録曲
1. Baddest
（作詞・作曲・編曲：湘南乃風）
2. Hyper Something feat. INFINITY16, SALU, J-REXXX
（作詞：湘南乃風、INFINITY16、SALU、J-REXXX / 作曲：湘南乃風・HyperJuice / 編曲：HyperJuice）
3. PAN DE MIC
（作詞：湘南乃風 / 作曲・編曲：湘南乃風、DJ　first）
4. Winner
（作詞・作曲：湘南乃風 / 編曲：湘南乃風、STAND ALONE、 Carlos Okabe）
5. ダンシング マップ
（作詞・作曲：湘南乃風 / 編曲：湘南乃風、DJ first、D & H）
6. Summer Holidays
（作詞：湘南乃風 / 作曲・編曲：湘南乃風、STAND ALONE）

### 初回限定盤DVD
- “湘南乃風”宴〜俺たちと一緒にタオルまわさねぇか!! TOUR 2016〜

1. UTAGE
2. KING OF THE WILD
3. 青空船
4. はなび
5. HOMETOWN
6. ライバル
7. HORIZON
8. 爆音Breakers